# Сигнал тревоги (телесериал)
«Сигнал тревоги» (англ. Alert: Missing Persons Unit) — американский криминальный драматический телесериал, созданный Джоном Эйзендратом и Джейми Фоксом. Транслируется на телеканале Fox с 8 января 2023 года. Премьера 2 сезона сериала состоялась 5 марта 2024 года. В мае 2024 года сериал был продлён на 3 сезон. 
6 июня 2025 года телеканал FOX закрыл телесериал после третьего сезона.

## Сюжет
Действие происходит в Лос-Анджелесе, где часто пропадают люди. В центре событий — Никки Паркер, которая поступает на службу в полицейское отделение по поиску исчезнувших людей. Она хочет оказать содействие всем, кто потерял своих родных, и дать им надежду. Помимо этого, Никки преследует и личную цель — ищет своего сына, пропавшего при довольно загадочных обстоятельствах. Вскоре Никки придётся объединиться со своим бывшем мужем, Джейсоном Грантом, чтобы найти их общего ребёнка.

## В ролях

### Главные
- Скотт Каан — Джейсон Грант, бывший муж Никки, который работает вместе с ней в отделе по поиску пропавших без вести, чтобы помогать людям находить их пропавших близких. До этого он работал частным охранником.
- Дания Рамирес — Николина «Никки» Батиста, бывшая жена Джейсона, занимает должность командира отдела по поиску пропавших без вести.
- Райан Бруссар — Майкл «Майк» Шерман, сержант-детектив из полиции Майами. Жених Никки и напарник Джейсона.
- Адеола Роле — Кеми Адебайо, детектив в отделе по поиску пропавших без вести. Шаманка со множеством прошлых жизней, которая привносит свою духовность в детективную работу.
- Грэм Верчир — Лукас Хэдли, молодой человек, который всюду преследует Никки и Джейсона и всеми силами пытается убедить их в том, что он их пропавший сын.
- Пети Гибсон — С. Хемингуэй, начальник отдела криминалистической экспертизы по делам о пропавших без вести. Он — трансгендерный мужчина и испытывает проблемы с каминг-аутом.
- Файвел Стюарт — Сидни Грант, дочь Никки и Джейсона. Она помогает родителям в поисках своего брата и подозревает, что Лукас не тот, за кого себя выдаёт.

### Второстепенные
- Гил Беллоуз — Холлис Браун, инспектор и новая глава отдела по по поиску пропавших без вести, который заменяет Хемингуэя.
- Алиша-Мари Ахамед — Уэйн Паскаль, хакер и старая подруга Джейсона, с которым она служила в Афганистане. В настоящее время Джейсон использует её в качестве помощника.
- Бри Блэр — Джун Батлер, деловой партнёр и девушка Джейсона.
- Диана Бэнг — Хелен Гейл, судмедэксперт.
- Элана Дункельман — Рэйчел, судмедэксперт.

## Сезоны
| Сезон | Серии | Серии | Даты показа   | Даты показа     |
| Сезон | Серии | Серии | Первая серия  | Последняя серия |
| ----- | ----- | ----- | ------------- | --------------- |
| 1     | 10    | 10    | 8 января 2023 | 27 февраля 2023 |
| 2     | 10    | 10    | 5 марта 2024  | 14 мая 2024     |
| 3     | 10    | 10    | 5 января 2025 | 14 мая 2025     |

## Эпизоды

### Сезон 1(2023)
| № общий | № в сезоне | Название                  | Режиссёр        | Автор сценария              | Дата премьеры   | Зрители в США (млн) |
| --- | ---------- | ------------------------- | --------------- | --------------------------- | --------------- | ------------------- |
| 1 | 1          | «Хлоя» «Chloe»            | Майкл Оффер     | Джон Эйзендрат, Джейми Фокс | 8 января 2023   | 4.03                |
| MPU расследует дело о похищении малолетнего ребёнка, которое, вероятно, является местью за работу его отца. |            |                           |                 |                             |                 |                     |
| 2 | 2          | «Хьюго» «Hugo»            | Майкл Оффер     | Джон Эйзендрат, Дж. Р. Орси | 9 января 2023   | 1.54                |
| 3 | 3          | «Зои» «Zoey»              | Диана Валентайн | Джон Эйзендрат              | 16 января 2023  | 1.52                |
| 4 | 4          | «Энди» «Andy»             | Диана Валентайн | Джастин Пикок               | 23 января 2023  | 2.00                |
| 5 | 5          | «Мигель» «Miguel»         | Эрнан Отаньо    | Джон Эйзендрат              | 30 января 2023  | 2.29                |
| 6 | 6          | «Тим и Эми» «Tim and Amy» | Эрнан Отаньо    | Кэти Вэрни                  | 6 февраля 2023  | 1.77                |
| 7 | 7          | «Шеннон» «Shannon»        | Кристин Мур     | Ксения Мельник              | 13 февраля 2023 | 1.90                |
| 8 | 8          | «Крейг» «Craig»           | Кристин Мур     | Александр Веша              | 20 февраля 2023 | 2.01                |
| 9 | 9          | «Брианна» «Brianna»       | Адам Кейн       | Ксения Мельник              | 27 февраля 2023 | 2.35                |
| 10 | 10         | «Макс» «Max»              | Адам Кейн       | Кэти Вэрни                  | 27 февраля 2023 | 2.35                |

### Сезон 2(2024)
| № общий | № в сезоне | Название                                                                | Режиссёр             | Автор сценария                    | Дата премьеры  | Зрители в США (млн) |
| ------- | ---------- | ----------------------------------------------------------------------- | -------------------- | --------------------------------- | -------------- | ------------------- |
| 11      | 1          | «Автобус 447» «Bus 447»                                                 | Брэд Тёрнер          | Карла Кетнер                      | 5 марта 2024   | 1.54                |
| 12      | 2          | «Бенджамин Франклин» «Benjamin Franklin»                                | Дэвид Соломон        | Брэндон Марголис, Брэндон Зонньер | 12 марта 2024  | 1.22                |
| 13      | 3          | «Джемма и Изабель» «Gemma & Isabel»                                     | Роберт Данкан Макнил | Джон Кауэн                        | 19 марта 2024  | 1.17                |
| 14      | 4          | «Майя» «Maya»                                                           | Сара Пиа Андерсон    | Шон Хеннен                        | 26 марта 2024  | 1.04                |
| 15      | 5          | «Мисс Пэтти» «Ms. Patty»                                                | Оз Скотт             | Даниэль Иман                      | 2 апреля 2024  | 1.08                |
| 16      | 6          | «Джедида и Люси» «Jedidah & Lucy»                                       | Марисоль Адлер       | К. Кинтана                        | 9 апреля 2024  | 1.00                |
| 17      | 7          | «@Кира» «@Kyra»                                                         | Эрин Фили            | Эстеван                           | 16 апреля 2024 | 1.19                |
| 18      | 8          | «Алекси» «Alexi»                                                        | Садс Сазерленд       | Брэндон Марголис                  | 30 апреля 2024 | 1.20                |
| 19      | 9          | «Пол Миллер» «Paul Miller»                                              | Стефани Марквардт    | Брэндон Зонньер                   | 7 мая 2024     | 1.00                |
| 20      | 10         | «Федеральный заключенный № 07198F-068P» «Federal Prisoner #07198F-068P» | Дэвид Гроссман       | Джон Кауэн                        | 14 мая 2024    | 1.00                |

## Производство

### Разработка
В марте 2022 года было объявлено, что Джон Эйзендрат и компания Sony Pictures Television разрабатывают для телеканала Fox сериал «Сигнал тревоги» со сценарием, форматом и запасным сценарием. В мае того же года было объявлено, что Fox заказал «Сигнал тревоги» в качестве полноценного сериала, а Эйзендрат был назначен шоураннером и исполнительным продюсером вместе с Джейми Фоксом и Датари Тёрнер. В марте 2023 года Fox продлил сериал на 2 сезон, премьера которого состоялась 5 марта 2024 года. В мае 2024 года сериал был официально продлён на 3 сезон.

### Кастинг
В августе 2022 года было объявлено, что актриса Дания Рамирес получила главную роль в будущем сериале. Чуть позже актёр Скотт Каан получил вторую главную роль в сериале. В октябре 2022 года Адеола Роле, Райан Бруссар и Грэм Верчир также получили центральные роли в сериале. В ноябре того же года Пети Гибсон, Файвел Стюарт и Бри Блэр были утверждены на второстепенные роли в сериале. В январе 2024 года Гил Беллоуз и Алиша-Мари Ахамед получили роли во 2 сезоне «Сигнала тревоги».

## Критика
На сайте-агрегаторе Rotten Tomatoes сериал получил низкий уровень одобрения в 29 % на основе 7 рецензий со стороны критиков.
На сайте Metacritic сериал имеет среднюю оценку в 48 баллов из 100 на основе 6 рецензий со стороны критиков, что указывает на «смешанные или средние отзывы».